# Puerto-ricanische Davis-Cup-Mannschaft
Die puerto-ricanische Davis-Cup-Mannschaft ist die Herren-Tennisnationalmannschaft Puerto Ricos. 

## Geschichte
Seit 1992 nimmt Puerto Rico am Davis Cup teil, kam bislang jedoch noch nicht über die Amerika Gruppenzone II hinaus. Erfolgreichster Spieler ist Gabriel Montilla mit insgesamt 38 Siegen, gleichzeitig ist er mit 32 Teilnahmen auch Rekordspieler seines Landes.